# هايدكي كوماتسو
هايدكي كوماتسو (باليابانية: 小松英樹؛ بالكانا: こまつ ひでき) هو لاعب غو محترف ‏ ياباني، ولد في 4 مارس 1967 في آيتشي في اليابان.